# Purpuradusta barbieri
Purpuradusta barbieri is een slakkensoort uit de familie van de Cypraeidae. De wetenschappelijke naam van de soort is voor het eerst geldig gepubliceerd in 1986 door Raybaudi.